# Cimitero ebraico di Asti

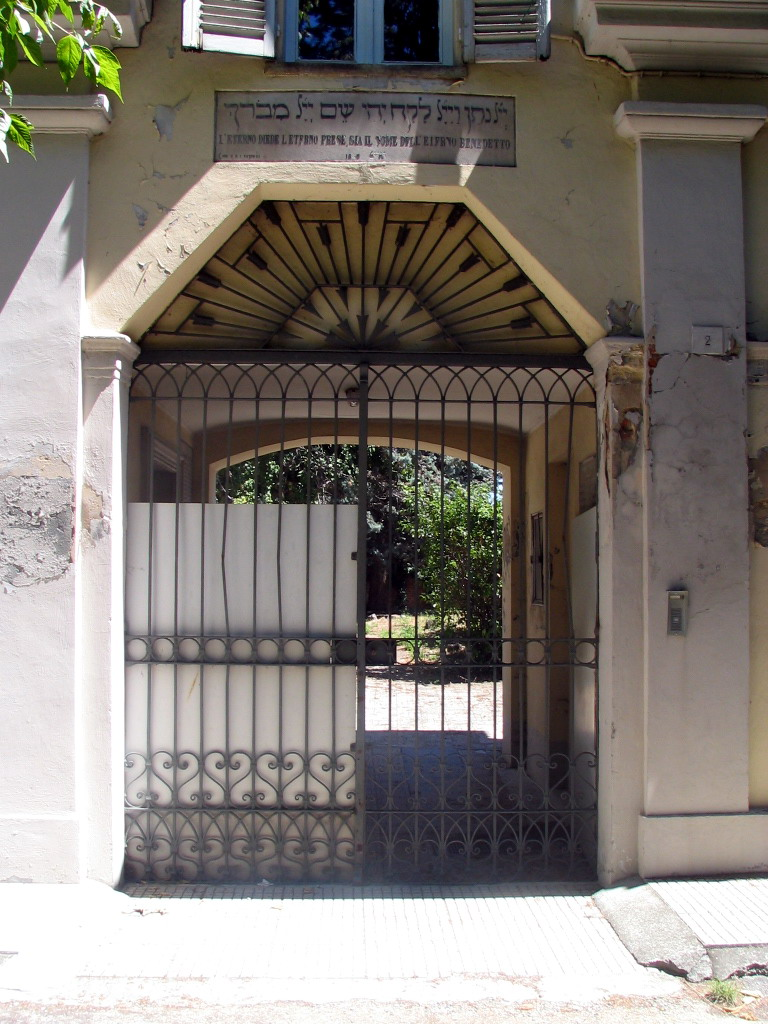
Entrata del Cimitero Ebraico di Asti

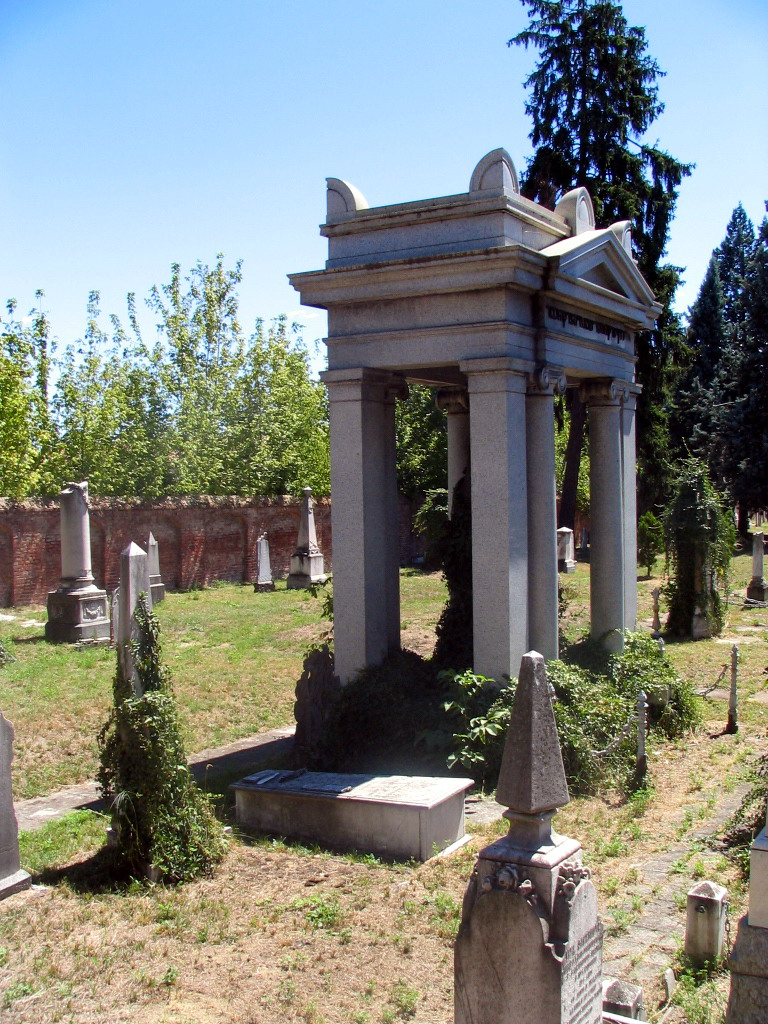
Cimitero Ebraico di Asti

Il cimitero ebraico di Asti, fondato nel 1810, è il luogo di sepoltura, tuttora in uso, degli ebrei astigiani.

## La storia
Con la costituzione della comunità ebraica di Asti fu ad essa assegnato un terreno, che doveva essere acquistato, dove seppellire i morti. Nel suo "Giornale di Asti", e principalmente nell'appendice del 1806, raccolta poi in volume intitolato "Asti nelle sue chiese ed iscrizioni", l'Incisa, individua il terreno come "prato degli ebrei", situato all'esterno della prima cinta muraria, a nord, in una zona oggi corrispondente all'attuale via Massimo d'Azeglio, in particolare all'altezza del numero 42.
Nel 1810, il prato degli ebrei fu sostituito dal cimitero ebraico in via dei Martiri Israeliti.
All'ingresso è presente una lapide a ricordo dell'olocausto ed il tumulo datato marzo 1902 con le ossa esumate dal "prato degli ebrei". Tra i personaggi illustri sepolti nel cimitero si ricordano: Rafael Beniam Artom (alla cui figura si ispira il romanzo I giorni del mondo di Guido Artom del 1981), suo figlio Isacco Artom (segretario di Cavour) e Zaccaria Ottolenghi (costruttore e finanziatore del Teatro Alfieri).
Attualmente il cimitero è visitabile e continua ad accogliere ebrei defunti di origine astigiana.